# Бая-э-Латина
Бая-э-Латина (итал. Baia e Latina) — коммуна в Италии, располагается в регионе Кампания, в провинции Казерта.
Население составляет 2275 человек, плотность населения составляет 95 чел./км². Занимает площадь 24 км². Почтовый индекс — 81010. Телефонный код — 0823.
Покровителями коммуны почитаются святой Вит, празднование 15 июня, и святой Лаврентий.